# 波並駅
波並駅（はなみえき）は石川県鳳珠郡能登町波並にあった、のと鉄道能登線の駅。2005年（平成17年）、能登線の廃止により廃駅となった。
地元住民が中心となり、かつて桜の名所だった廃線駅周辺をにぎわいの拠点にしようという取り組みが進んでおり、駅の管理や桜の植樹が行われている。

## 歴史
- 1960年（昭和35年）4月17日：日本国有鉄道（国鉄）能登線の駅として開業[3]。気動車の旅客のみを取り扱う駅員無配置駅[4]。
- 1987年（昭和62年）4月1日：国鉄分割民営化により西日本旅客鉄道に承継される[1]。
- 1988年（昭和63年）3月25日：のと鉄道に転換[1]。
- 2005年（平成17年）4月1日：能登線廃止に伴い廃駅。

## 駅構造
単式ホーム1面1線を持つ地上駅。無人駅であり、ホーム上に待合所があるのみ。

## 駅周辺
- 国道249号

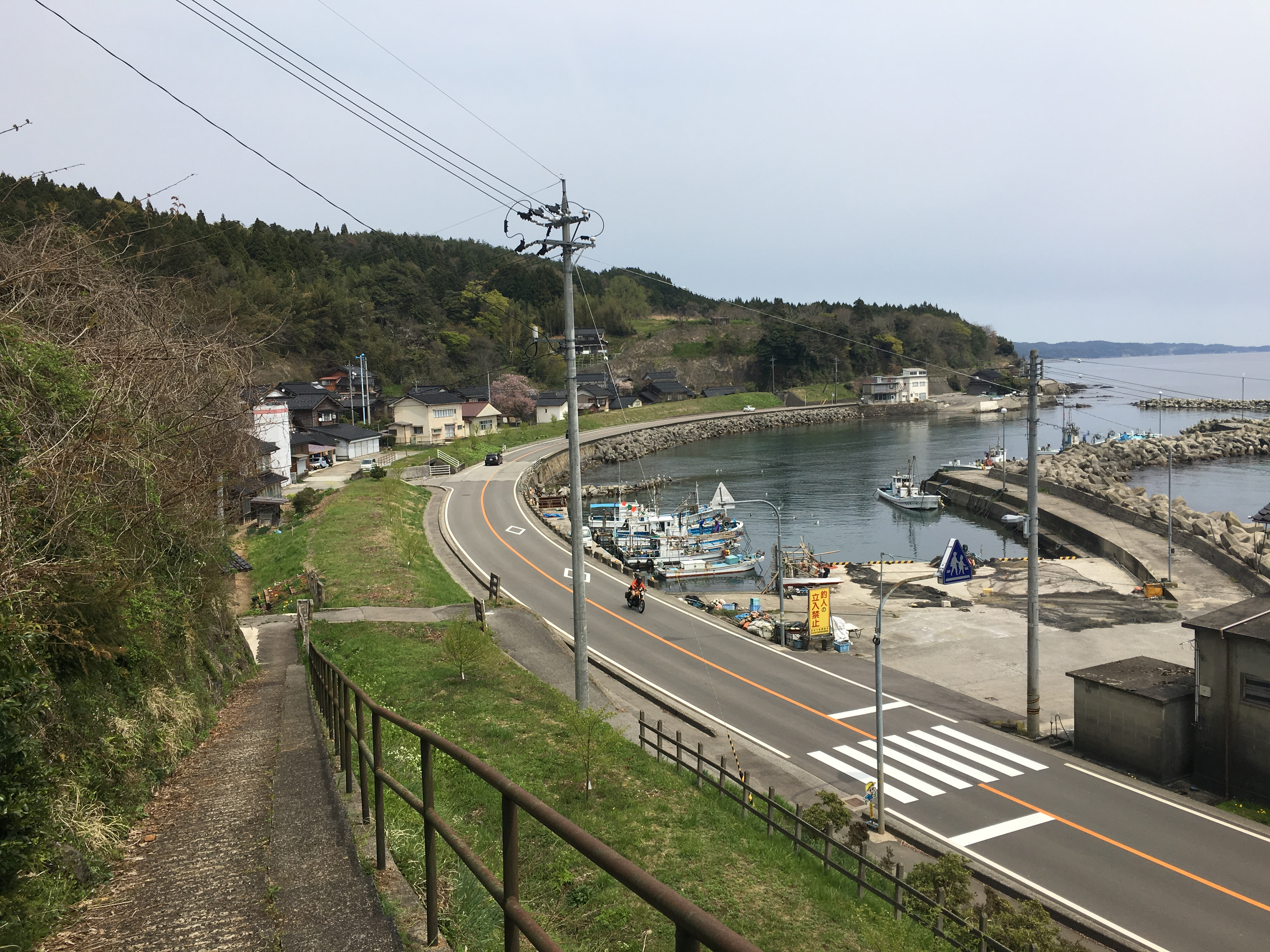
付近の高台から 線路跡に沿って桜が植えられている（2016年4月）

- 能登町立三波小学校（2006年、鵜川小学校へ統合）
- 三波公民館（旧・三波保育所、2000年に閉所）

## 隣の駅
のと鉄道
能登線
矢波駅 - 波並駅 - 藤波駅